# 龙垱水库
龙垱水库是中国湖北省荆门市沙洋县境内的一座水库，位于长湖水系广坪河上，建于1973年。水库正常库容为773万立方米，集雨面积为29.4平方千米，海拔为54.2米。